# Melipotes
Melipotes är ett fågelsläkte i familjen honungsfåglar inom ordningen tättingar. Släktet omfattar fyra arter som förekommer på Nya Guinea.
- Arfakhonungsfågel (M. gymnops)
- Rökfärgad honungsfågel (M. fumigatus)
- Fojahonungsfågel (M. carolae)
- Paljetthonungsfågel (M. ater)